# 古矢徹
古矢 徹（ふるや とおる、1958年12月23日 - 2024年10月4日）は、日本のエディター・ライター。東京都秋川市（現・あきる野市）出身。東京都立国分寺高等学校、上智大学文学部新聞学科卒業。元アート・サプライ所属、現センターフィールド図書制作室代表取締役。
かつては自由国民社『シンプジャーナル』の編集に携わり、「日本の脳死音楽ライター50人」と題し、同業の音楽ライターを遠慮なき筆致で論評する企画などを立ち上げたことがある。同誌休刊後、前任者である渡辺祐の後を受け、宝島社『VOW』二代目総本部長に就任。『宝島』休刊後の「VOW」は女性ファッション誌『sweet』で連載している。スマホをかたくなに持たずに仕事を続け、ほぼ日刊イトイ新聞にて、スマホを持たない人『丸腰人（まるごしひと）を探して』の連載を奥野武範と開始するに至る。
シンプジャーナル時代からの繋がりで、長年に渡って浜田省吾のファンクラブ会報誌「Road & Sky」の編集・インタビューも務めている。

## 著書
- 宝島社VOW 二代目総本部長（『sweet』にて連載中）
- キヨのほろりええ話（宝島社）
- 万馬券二季報シリーズ（自由国民社、東邦出版）
- プロ野球&メジャーリーグ解説者名鑑　ただいま放送席内の音声のみでお送りしています（メタモル出版、2013年）